# Chrysichthys auratus
Chrysichthys auratus е вид лъчеперка от семейство Claroteidae. Видът не е застрашен от изчезване.

## Разпространение и местообитание
Разпространен е в Ангола (Кабинда), Бенин, Буркина Фасо, Габон, Гана, Гвинея, Египет, Екваториална Гвинея, Етиопия, Камерун, Кения, Република Конго, Кот д'Ивоар, Мавритания, Мали, Нигер, Нигерия, Сенегал, Того, Чад и Южен Судан.
Обитава крайбрежията на сладководни басейни, лагуни и реки.

## Описание
На дължина достигат до 35 cm, а теглото им е максимум 900 g.